# Leucoagaricus
Leucoagaricus is een geslacht van schimmels behorend tot de familie Agaricaceae. De typesoort is Leucoagaricus rubrotinctus.

## Kenmerken
Leucoagaricus zijn kleine tot grote paddenstoelen die op paraplu's lijken, sommige soorten lijken qua vorm sterk op de champignons. De hoed is meestal vlezig en wit tot bruinachtig gekleurd. Het hoedoppervlak is glad, vezelig of schilferig scheurend. De lamellen zijn vrij tot bijna vrij, dun, ze zijn druk en worden soms roze als de vruchtlichamen rijpen. De sporenprint is wit of roze.

## Ecologie
Leucoagaricus zijn saprobiotische bodembewoners.

## Soorten
Volgens Index Fungorum telt het geslacht 200 soorten (peildatum augustus 2023):
| Soortnaam                                                      | Auteur(s)                                             | Publicatiejaar |
| -------------------------------------------------------------- | ----------------------------------------------------- | -------------- |
| Leucoagaricus acaciarum                                        | Singer                                                | 1973           |
| Leucoagaricus agaricaceus                                      | Heinem.                                               | 1973           |
| Leucoagaricus albidus                                          | B. Kumari & Atri                                      | 2013           |
| Leucoagaricus amanitoides                                      | R.M. Davis & Vellinga                                 | 2006           |
| Leucoagaricus amazonicus                                       | A. Ortiz & Franco-Mol.                                | 2009           |
| Leucoagaricus americanus (Gebundelde champignonparasol)        | (Peck) Vellinga                                       | 2000           |
| Leucoagaricus ammovirescens                                    | (Bon) Migl. & Coppola                                 | 2022           |
| Leucoagaricus amylosporus                                      | (Malençon) Bon                                        | 1981           |
| Leucoagaricus ariminensis                                      | Dovana, Angeli, Contu & Brandi                        | 2017           |
| Leucoagaricus asiaticus                                        | Qasim, Nawaz & Khalid                                 | 2015           |
| Leucoagaricus atroalbus                                        | P. Mohr & Dähncke                                     | 2004           |
| Leucoagaricus atroazureus                                      | J.F. Liang, Zhu L. Yang & J. Xu                       | 2010           |
| Leucoagaricus atrofibrillosus                                  | Singer                                                | 1969           |
| Leucoagaricus atrosquamulosus                                  | (Hongo) Z.W. Ge & Zhu L. Yang                         | 2017           |
| Leucoagaricus aurantiacus                                      | Heinem.                                               | 1973           |
| Leucoagaricus aurantiovergens                                  | A. Gennari & Migl.                                    | 1999           |
| Leucoagaricus babosiae                                         | Bon                                                   | 1993           |
| Leucoagaricus badhamii (Bloedende champignonparasol)           | (Berk. & Broome) Singer                               | 1951           |
| Leucoagaricus badius                                           | S. Hussain, Pfister, Afshan & Khalid                  | 2018           |
| Leucoagaricus barssii (Wortelende champignonparasol)           | (Zeller) Vellinga                                     | 2000           |
| Leucoagaricus bingensis                                        | (Beeli) Heinem.                                       | 1973           |
| Leucoagaricus bisporus                                         | Heinem.                                               | 1973           |
| Leucoagaricus bivelatus                                        | B.P. Akers & Ovrebo                                   | 2005           |
| Leucoagaricus bohusii                                          | (Wasser) Bon                                          | 1981           |
| Leucoagaricus bonii                                            | A. Caball.                                            | 1997           |
| Leucoagaricus boudierianus                                     | Bon                                                   | 1993           |
| Leucoagaricus brunneocanus                                     | Fei Yu, J.F. Liang & Z.W. Ge                          | 2016           |
| Leucoagaricus brunneocingulatus                                | (P.D. Orton) Bon                                      | 1976           |
| Leucoagaricus brunneodiscus                                    | A.K. Dutta & K. Acharya                               | 2021           |
| Leucoagaricus brunneolilacinus                                 | Babos                                                 | 1980           |
| Leucoagaricus brunneosquamulosus                               | P. Mohr & Dähncke                                     | 2004           |
| Leucoagaricus brunneus                                         | Z. Ullah, Jabeen & Khalid                             | 2020           |
| Leucoagaricus bulbiger                                         | Justo, Bizzi & Angelini                               | 2021           |
| Leucoagaricus bulbillosus                                      | Heinem.                                               | 1973           |
| Leucoagaricus caeruleovertens                                  | Justo, Bizzi & Angelini                               | 2021           |
| Leucoagaricus callainitinctus                                  | K.P.D. Latha, K.N.A. Raj & Manim.                     | 2020           |
| Leucoagaricus candicans                                        | T.K.A. Kumar & Manim.                                 | 2009           |
| Leucoagaricus carminescens                                     | Heinem.                                               | 1973           |
| Leucoagaricus carneifolius                                     | (Gillet) Wasser                                       | 1977           |
| Leucoagaricus chilensis                                        | (Speg.) E.F. Ruiz & Molinari-Novoa                    | 2016           |
| Leucoagaricus cinerascens                                      | (Quél.) Bon & Boiffard                                | 1978           |
| Leucoagaricus cinereolilacinus                                 | (Barbier) Bon & Boiffard                              | 1978           |
| Leucoagaricus cinereopallidus                                  | (Contu) Consiglio & Contu                             | 2004           |
| Leucoagaricus cinereoradicatus                                 | Boisselet & Migl.                                     | 2002           |
| Leucoagaricus clavipes                                         | Gubitz & Contu                                        | 2012           |
| Leucoagaricus coerulescens                                     | (Peck) J.F. Liang, Zhu L. Yang & J. Xu                | 2010           |
| Leucoagaricus confusus                                         | (Rick) Singer                                         | 1951           |
| Leucoagaricus croceobasis                                      | G. Muñoz, A. Caball., Contu & Vizzini                 | 2014           |
| Leucoagaricus croceovelutinus (Verkleurende champignonparasol) | (Bon & Boiffard) Bon                                  | 1976           |
| Leucoagaricus croceus                                          | S.M. Tang & K.D. Hyde                                 | 2022           |
| Leucoagaricus crystallifer (Kristalchampignonparasol)          | Vellinga                                              | 2000           |
| Leucoagaricus crystalliferoides                                | T.K.A. Kumar & Manim.                                 | 2009           |
| Leucoagaricus cupresseus                                       | (Burl.) Boisselet & Guinb.                            | 2001           |
| Leucoagaricus cuprobrunneus                                    | (Raithelh.) Raithelh.                                 | 1989           |
| Leucoagaricus cyanescens                                       | Corriol & Chalange                                    | 2020           |
| Leucoagaricus cygneoaffinis                                    | (Pilát) P. Roux & Eyssart.                            | 2011           |
| Leucoagaricus dacrytus                                         | Vellinga                                              | 2010           |
| Leucoagaricus deceptivus                                       | (Grilli) Consiglio & Contu                            | 2004           |
| Leucoagaricus decipiens                                        | Contu, Vizzini & Vellinga                             | 2010           |
| Leucoagaricus denticulatus                                     | (Speg.) E. Horak                                      | 1967           |
| Leucoagaricus dialeri                                          | (Bres. & Torrend) D.A. Reid                           | 1975           |
| Leucoagaricus dyscritus                                        | Vellinga                                              | 2010           |
| Leucoagaricus eriodermus                                       | (Malençon) Bon                                        | 1981           |
| Leucoagaricus erminiae                                         | Consiglio, Setti & Vizzini                            | 2021           |
| Leucoagaricus erubescens                                       | (Babos) Bon                                           | 1993           |
| Leucoagaricus erythrellus                                      | (Speg.) Singer                                        | 1969           |
| Leucoagaricus exannulatus                                      | Singer                                                | 1973           |
| Leucoagaricus ferruginosus                                     | Heinem.                                               | 1973           |
| Leucoagaricus fimetarius                                       | (Sacc.) Aberdeen                                      | 1992           |
| Leucoagaricus flavovirens                                      | J.F. Liang, Zhu L. Yang & J. Xu                       | 2010           |
| Leucoagaricus flavus                                           | Sysouph. & Thongkl.                                   | 2022           |
| Leucoagaricus fragilis                                         | M. Asif, Niazi, A. Izhar & Khalid                     | 2021           |
| Leucoagaricus fulgineodiffractus                               | Bellù & Lanzoni                                       | 1988           |
| Leucoagaricus fuligineodiscus                                  | P. Mohr & E. Ludw.                                    | 2004           |
| Leucoagaricus fuligineus                                       | Pegler                                                | 1977           |
| Leucoagaricus gaillardii                                       | Bon & Boiffard                                        | 1974           |
| Leucoagaricus gauguei (Lilavezelige champignonparasol)         | Bon & Boiffard                                        | 1974           |
| Leucoagaricus georginae (Glinsterende champignonparasol)       | (W.G. Sm.) Candusso                                   | 1990           |
| Leucoagaricus globisporus                                      | (Raithelh.) Raithelh.                                 | 2004           |
| Leucoagaricus gongylophorus                                    | (Möller) Singer                                       | 1986           |
| Leucoagaricus goossensiae                                      | (Beeli) Heinem.                                       | 1973           |
| Leucoagaricus griseosquamosus                                  | Sysouph. & Thongkl.                                   | 2022           |
| Leucoagaricus griseus                                          | Heinem.                                               | 1979           |
| Leucoagaricus guatopoensis                                     | (Dennis) Justo, Bizzi & Angelini                      | 2021           |
| Leucoagaricus hesperius                                        | Vellinga                                              | 2010           |
| Leucoagaricus houaynhangensis                                  | Sysouphanthong                                        | 2018           |
| Leucoagaricus ianthinophaeus                                   | Locq.                                                 | 1952           |
| Leucoagaricus ianthinosquamulosus                              | Guinb.                                                | 1993           |
| Leucoagaricus idae-fragum                                      | Guinb., Boisselet & G. Dupuy                          | 1998           |
| Leucoagaricus imperialis                                       | (Speg.) Pegler                                        | 1997           |
| Leucoagaricus infuscatus                                       | Vellinga                                              | 2007           |
| Leucoagaricus ionidicolor (Violette champignonparasol)         | Bellù & Lanzoni                                       | 1988           |
| Leucoagaricus irinellus                                        | Chalange                                              | 1999           |
| Leucoagaricus japonicus                                        | (Kawam. ex Hongo) Hongo                               | 1986           |
| Leucoagaricus jubilaei                                         | (Joss.) Bon                                           | 1983           |
| Leucoagaricus lacrymans                                        | (T.K.A. Kumar & Manim.) Z.W. Ge & Zhu L. Yang         | 2017           |
| Leucoagaricus lahorensiformis                                  | S. Hussain, H. Ahmad, Afshan & Khalid                 | 2018           |
| Leucoagaricus lahorensis                                       | Qasim, T. Amir & Nawaz                                | 2015           |
| Leucoagaricus lateritiopurpureus                               | (Lj.N. Vassiljeva) E.F. Malysheva, Svetash. & Bulakh  | 2013           |
| Leucoagaricus lidensis                                         | Migl. & P. Alvarado                                   | 2021           |
| Leucoagaricus lilaceus                                         | Singer                                                | 1952           |
| Leucoagaricus littoralis                                       | (Ménier) Bon & Boiffard                               | 1976           |
| Leucoagaricus luteosquamulosus                                 | T.K.A. Kumar & Manim.                                 | 2009           |
| Leucoagaricus mairei                                           | Bon                                                   | 1993           |
| Leucoagaricus majusculus                                       | T.K.A. Kumar & Manim.                                 | 2009           |
| Leucoagaricus malvaceus                                        | Heinem.                                               | 1979           |
| Leucoagaricus margaritifer                                     | Justo, Bizzi & Angelini                               | 2021           |
| Leucoagaricus marginatus                                       | (Burl.) Boisselet                                     | 2002           |
| Leucoagaricus medioflavoides                                   | Bon                                                   | 1976           |
| Leucoagaricus melanotrichus (Elegante champignonparasol)       | (Malençon & Bertault) Trimbach                        | 1975           |
| Leucoagaricus meleagris (Compostchampignonparasol)             | (Gray) Singer                                         | 1951           |
| Leucoagaricus menieri (Zandchampignonparasol)                  | (Sacc.) Singer                                        | 1968           |
| Leucoagaricus mexicanus                                        | Guzmán                                                | 1974           |
| Leucoagaricus morenoi                                          | Raithelh.                                             | 1987           |
| Leucoagaricus moseri                                           | (Wasser) Wasser                                       | 1978           |
| Leucoagaricus mucrocystis                                      | (Pegler) Justo, Bizzi & Angelini                      | 2021           |
| Leucoagaricus nigrodiscus                                      | Dähncke, Contu & Vizzini                              | 2011           |
| Leucoagaricus nivalis                                          | (W.F. Chiu) Z.W. Ge & Zhu L. Yang                     | 2017           |
| Leucoagaricus nympharum (Witschubbige parasolzwam)             | (Kalchbr.) Bon                                        | 1977           |
| Leucoagaricus nzumbae                                          | C. Heisecke, A.A. Carvalho & M.A. Neves               | 2020           |
| Leucoagaricus oleicola                                         | Corriol                                               | 2015           |
| Leucoagaricus olivaceomamillatus                               | (Rick) Singer                                         | 1954           |
| Leucoagaricus olivaceus                                        | (Kauffman) Singer                                     | 1951           |
| Leucoagaricus ooliekirrus                                      | Grgur.                                                | 1997           |
| Leucoagaricus ophthalmus                                       | Vellinga                                              | 2007           |
| Leucoagaricus orientiflavus                                    | Z.W. Ge                                               | 2010           |
| Leucoagaricus pabbiensis                                       | Usman & Khalid                                        | 2018           |
| Leucoagaricus pakistaniensis                                   | S. Jabeen & A.N. Khalid                               | 2018           |
| Leucoagaricus paracupresseus                                   | Salom, Siquier, Planas & Espinosa                     | 2021           |
| Leucoagaricus paraplesius                                      | Vellinga                                              | 2007           |
| Leucoagaricus pegleri                                          | Justo, Bizzi & Angelini                               | 2021           |
| Leucoagaricus pepinus                                          | Heinem.                                               | 1973           |
| Leucoagaricus pilatianus (Blozende champignonparasol)          | (Demoulin) Bon & Boiffard                             | 1976           |
| Leucoagaricus platensis                                        | (Speg.) Raithelh.                                     | 1987           |
| Leucoagaricus pleurocystidiatus                                | Migl. & Testoni                                       | 2000           |
| Leucoagaricus proximus                                         | E.F. Malysheva, Svetash. & Bulakh                     | 2013           |
| Leucoagaricus pseudocinerascens                                | (Bon) Bon                                             | 1993           |
| Leucoagaricus pseudopilatianus                                 | Migl., Rocabruna & Tabarés                            | 2001           |
| Leucoagaricus puncticulosus                                    | Pegler                                                | 1969           |
| Leucoagaricus purpureolilacinus (Purperen champignonparasol)   | Huijsman                                              | 1955           |
| Leucoagaricus purpureoruber                                    | (Z.S. Bi, T.H. Li & G.Y. Zheng) Z.W. Ge & Zhu L. Yang | 2017           |
| Leucoagaricus pyrrhophaeus                                     | Vellinga                                              | 2010           |
| Leucoagaricus pyrrhulus                                        | Vellinga                                              | 2010           |
| Leucoagaricus quilonensis                                      | Sathe & J.T. Daniel                                   | 1981           |
| Leucoagaricus repertus                                         | Raithelh.                                             | 1988           |
| Leucoagaricus rhodelephantinus                                 | Boisselet & Eyssart.                                  | 2020           |
| Leucoagaricus rhodocephalus                                    | (Berk.) Pegler                                        | 1975           |
| Leucoagaricus rickianus                                        | (Speg.) Singer                                        | 1973           |
| Leucoagaricus rimosovelatus                                    | Contu                                                 | 1990           |
| Leucoagaricus rosabrunneus                                     | (Raithelh.) Raithelh.                                 | 1989           |
| Leucoagaricus roseilividus                                     | (Murrill) E. Ludw.                                    | 2012           |
| Leucoagaricus rosemarieae                                      | P. Mohr                                               | 2007           |
| Leucoagaricus roseoalbus                                       | (Henn.) Heinem.                                       | 1973           |
| Leucoagaricus roseolanatus                                     | (Huijsman) Bon                                        | 1978           |
| Leucoagaricus roseolus                                         | (Beeli) Heinem.                                       | 1973           |
| Leucoagaricus roseovertens                                     | Justo, Bizzi & Angelini                               | 2021           |
| Leucoagaricus rubrobrunneus                                    | E.F. Malysheva, Svetash. & Bulakh                     | 2013           |
| Leucoagaricus rufosquamulosus                                  | T.K.A. Kumar & Manim.                                 | 2009           |
| Leucoagaricus sabinae                                          | Angelini, Justo & Vizzini                             | 2015           |
| Leucoagaricus salmoneophyllus                                  | Bon & Guinb.                                          | 1993           |
| Leucoagaricus sanguineus                                       | (Beeli) Heinem.                                       | 1973           |
| Leucoagaricus sardous                                          | (Zecchin & Migl.) Consiglio & Contu                   | 2004           |
| Leucoagaricus serenus (Witte champignonparasol)                | (Fr.) Bon & Boiffard                                  | 1974           |
| Leucoagaricus sericifer (Zijdechampignonparasol)               | (Locq.) Vellinga                                      | 2000           |
| Leucoagaricus silvestris                                       | Justo, Bizzi & Angelini                               | 2021           |
| Leucoagaricus singeri                                          | (Bon ex Contu & Signor.) Consiglio & Contu            | 2004           |
| Leucoagaricus squamosus                                        | Heinem.                                               | 1973           |
| Leucoagaricus stillatus                                        | Justo, Bizzi & Angelini                               | 2021           |
| Leucoagaricus striatulus                                       | Heinem.                                               | 1973           |
| Leucoagaricus subcretaceus                                     | Bon                                                   | 1983           |
| Leucoagaricus subcrystallifer                                  | Z.W. Ge & Zhu L. Yang                                 | 2015           |
| Leucoagaricus subflavus                                        | T.K.A. Kumar & Manim.                                 | 2009           |
| Leucoagaricus subglobisporus                                   | (Contu) Consiglio & Contu                             | 2004           |
| Leucoagaricus subhymenoderma                                   | Bon & A. Caball.                                      | 2003           |
| Leucoagaricus subolivaceus                                     | Migl. & L. Perrone                                    | 1992           |
| Leucoagaricus subpudicus                                       | Bon                                                   | 1993           |
| Leucoagaricus subpurpureolilacinus                             | Z.W. Ge & Zhu L. Yang                                 | 2015           |
| Leucoagaricus subvolvatus                                      | (Malençon & Bertault) Bon                             | 1977           |
| Leucoagaricus sulphurellus                                     | (Pegler) B.P. Akers                                   | 2000           |
| Leucoagaricus sultanii                                         | S. Hussain, H. Ahmad & Khalid                         | 2018           |
| Leucoagaricus tangerinus                                       | Y. Yuan & J.F. Liang                                  | 2014           |
| Leucoagaricus tener (Tere champignonparasol)                   | (P.D. Orton) Bon                                      | 1977           |
| Leucoagaricus testaceus                                        | Heinem.                                               | 1973           |
| Leucoagaricus tomesensis                                       | Garrido                                               | 1988           |
| Leucoagaricus tricolor                                         | Singer                                                | 1989           |
| Leucoagaricus tropicus                                         | A.K. Dutta, Stallman & K. Acharya                     | 2021           |
| Leucoagaricus truncatus                                        | Z.W. Ge & Zhu L. Yang                                 | 2015           |
| Leucoagaricus turgipes                                         | Justo, Bizzi & Angelini                               | 2021           |
| Leucoagaricus umbonatus                                        | S. Hussain, H. Ahmad & Afshan                         | 2018           |
| Leucoagaricus variicolor                                       | G. Muñoz, A. Caball., Contu & Vizzini                 | 2012           |
| Leucoagaricus variisporus                                      | Sathe & S.M. Kulk.                                    | 1981           |
| Leucoagaricus vassiljevae                                      | E.F. Malysheva, Svetash. & Bulakh                     | 2013           |
| Leucoagaricus velutinus                                        | (Beeli) Heinem.                                       | 1973           |
| Leucoagaricus vindobonensis                                    | (Tratt.) L.A. Parra                                   | 2013           |
| Leucoagaricus viridariorum                                     | G. Muñoz, A. Caball., Salom & Vizzini                 | 2015           |
| Leucoagaricus viriditinctus                                    | (Berk. & Broome) J.F. Liang, Zhu L. Yang & J. Xu      | 2010           |
| Leucoagaricus viscidulus                                       | (Heinem.) Consiglio & Contu                           | 2004           |
| Leucoagaricus volvatus                                         | Bon & A. Caball.                                      | 1995           |
| Leucoagaricus weberi                                           | J.J. Muchovej, Della Lucia & R.M.C. Muchovej          | 1991           |
| Leucoagaricus wichanskyi (Knolchampignonparasol)               | (Pilát) Bon & Boiffard                                | 1990           |